# Eleccions municipals de 2007 a Alcover
Les eleccions municipals de 2007 a Alcover van ser unes eleccions locals que es van celebrar el diumenge 27 de maig de 2007 a Alcover, a l'Alt Camp, com a part de les eleccions municipals espanyoles. Es van triar els 11 regidors de l'Ajuntament d'Alcover.
Anton Ferré, de la coalició entre Alcoverencs pel Canvi i el Partit dels Socialistes de Catalunya, va tornar a guanyar les eleccions amb majoria absoluta.

## Context
Les eleccions del 1999 van marcar un punt d'inflexió en la política local, amb la irrupció del partit municipalista Alcoverencs pel Canvi (ApC). Aquesta nova força política va trencar amb el domini continuat de Convergència i Unió des de l'inici de la democràcia.
En les següents eleccions, els ApC les va concórrer en coalició amb el Partit dels Socialistes a través de la fórmula Progrés Municipal, assolint així la majoria absoluta.

## Sistema electoral
Les eleccions als ajuntaments de l'Estat espanyol estan fixades per celebrar-se el quart diumenge de maig cada quatre anys. El sistema electoral fa servir la regla D'Hondt amb representació proporcional, llistes tancades i una barrera electoral del 5% dels vots vàlids, que inclou els vots en blanc. La votació per a l'assemblea local es basa en el sufragi universal.
En les eleccions municipals, la circumscripció electoral és el municipi i el nombre d'escons (o sigui, regidors) a triar del municipi es determina en funció del nombre d'habitants censats en aquest. En el cas d'Alcover, que en aquell moment tenia 4.500 habitants, l'hi corresponia 11 regidors.

## Candidatures
L'1 de maig del mateix any, la Junta Electoral de Zona de Valls va proclamar tres candidatures del municipi d'Alcover en el Butlletí Oficial de la Província de Tarragona.
1. Alcoverencs pel Canvi-Progrés Municipal (AC-PM)
2. Convergència i Unió (CiU)
3. Esquerra Republicana de Catalunya-Acord Municipal (ERC-AM)

## Jornada electoral

### Constitució de les meses
En aquell moment, Alcover tenia una població de 4.500 habitants, dels quals 3.504 persones van ser cridades a votar en alguna de les 4 meses que es van constituir al municipi.

### Participació
La participació en aquestes eleccions va ser de 59,5%, el qual cosa implica que un total de 2.084 ciutadans del municipi van decidir exercir el seu dret a vot. Comparant aquesta participació amb la mitjana catalana, Alcover va registrar una xifra més alta, situant-se en 5,6 punts percentuals per sobre.
A continuació, es presenta una taula amb els percentatges de participació registrats a diferents hores del dia de les eleccions:
| Hores              | Alcover         |
| ------------------ | --------------- |
| Participació (14h) | 29,3% ( -10,6%) |
| Participació (18h) | 43,1% ( -16,5%) |
| Participació (20h) | 59,5% ( -15,3%) |

## Resultats
La coalició entre Alcoverencs pel Canvi i el Partit dels Socialistes de Catalunya va obtenir un total de 1.460 vots i 8 dels 11 escons possibles a l'Ajuntament d'Alcover, assolint així la majoria absoluta. D'aquesta manera, el 16 de juny Anton Ferré i Fons va tornar a ser investit com a alcalde d'Alcover per tercer cop consecutiu.
Les altres dues candidatures que es van presentar en aquestes eleccions també van obtenir representació: Convergència i Unió amb 327 vots i 2 escons i l'Esquerra Republicana de Catalunya amb 224 vots i 1 escó.